# أنيتا لوس
أنيتا لوس (بالإنجليزية: Anita Loos) (و. 1889 – 1981 م) هي كاتِبة، وكاتبة سيناريو، وروائية، وكاتبة سير ذاتية أمريكية، ولدت في موونت شاستا، سيسكييوو، كاليفورنيا، توفيت في نيويورك، عن عمر يناهز 92 عاماً، بسبب نوبة قلبية.

## السيرة الذاتية

### حياتها المُبكّرة
وُلدت كورين أنيتا لوس في سيسون، كاليفورنيا (تُسمى اليوم جبل شاستا)، لوالدها ريتشارد بيرز لوس ووالدتها مينيرفا «ميني» إيلين سميث. كان للوس أخت وأخ: غلاديس وهاري كليفورد، الطبيب والمؤسس لمجموعة روس لوس الطبية. بالنسبة لنطق اسمها، قالت لوس: «كانت العائلة تستخدم دائماً النطق الفرنسي الصحيح وهو lohse». ومع ذلك، أنا أنطق اسمي كما لو كان مكتوباً luce، إذ أن معظم الناس نطقوه بهذه الطريقة وكان من الصعب التصحيح لهم. أسس والد لوس، أر. بيرز لوس، صحيفة التابلويد ونفّذت والدتها معظم أعمال النشر في هذه الصحيفة. في عام 1892، عندما انتقلت العائلة إلى سان فرانسيسكو كانت لوس تبلغ من العمر أربع سنوات، وهناك اشترت بيرز لوس صحيفة ذا درامتيك إيفينت، وهي نسخة سريّة من الجريدة الرسمية للشرطة في المملكة المتحدة باستخدام أموال اقترضتها مينيرفا من والدها.
بحلول السادسة من عمرها وأثناء وجودها في سان فرانسيسكو، عرفت أنها تريد أن تصبح كاتبة، ورافقت والدها المدمن على الكحول في رحلات صيد مثيرة إلى الرصيف البحري، استطاعت من خلالها استكشاف الجوانب المخفية في المدينة وتكوين صداقات مع السكان المحليين. في عام 1897، وبإلحاح من والدها، مثّلت هي وشقيقتها في «Quo Vadis» من إنتاج شركة سان فرانسيسكو. توفيت غلاديس في عمر الثامنة بالتهاب الزائدة الدودية، بينما كان والدهما بعيداً في العمل. واصلت أنيتا الظهور على خشبة المسرح كونها معيلة الأسرة، وفي عام 1903، أخذ والدها عرضاً لإدارة شركة مسرحية في سان دييغو. كانت أنيتا تُمثل في شركة والدها وفي شركة أخرى أكثر شرعية في الوقت نفسه.
بعد التخرج من مدرسة سان دييغو العليا، ابتكرت لوس وسيلة للحصول على التقارير المنشورة عن الحياة الاجتماعية في مانهاتن، وإرسالها عبر البريد الإلكتروني إلى صديق في نيويورك، والذي نشرها في سان دييفو. قدم والدها بعض الأعمال المسرحية ذات المشهد الواحد لشركة الأسهم، وشجّع أنيتا على العمل في هذا المجال. كتبت أنيتا «ذا إينك ويل – The Ink Well»، وهي قطعة ناجحة وحصلت على حقوق الملكية لها.
في عام 1911، كان المسرح يضع أفلاماً قصيرة بعد العروض كل ليلة، وكانت أنيتا تهرب إلى الجزء الخلفي من المسرح لمشاهدتهم. أرسلت محاولتها الأولى كسيناريو «هي واز أي كوليج بوي-He Was A Collage Boy» إلى شركة بيوغراف، وحصلت على مبلغ  25دولار. كان الفيلم الصامت «ذا نيويورك هات-The New York Hat» بطولة ماري بيكفورد وليونيل باريمور وإخراج دي. دبيلو. غريفيت، السيناريو الثالث لها والأول الذي أُنتج لها.
بحلول عام 1912، باعت لوس نصوصاً إلى استديوهات بيوغراف ولوبين. بين عامي 1912 و1915 أخرجت 105 نصاً، أربعة منهم فقط لم تُنتج. كانت لتكتب 200سيناريو قبل حتى أن تُرى داخل الاستديو.

### هوليوود
في عام 1915، تزوجت لوس من فرانك بالما جونيور، ابن قائد الفرقة، وذلك محاولة منها للهرب من نفوذ والدتها واعتراضها على العمل في هوليوود، لكن فرانك برهن أنه مُفلس وكئيب، وبعد ستة أشهر أخرجته أنيتا من حياتها، وبينما كان يرحل، وضّبت حقائبها وعادت إلى منزل والدتها. بعد ذلك، أعادت ميني التفكير في موقعها في هوليوود. وانضمت أنيتا برفقة والدتها إلى سرب هوليوود للأفلام، إذ وضعها غريفيت على لائحة الرواتب في شركة تراينغل للأفلام مقابل 75 دولاراً في الأسبوع بالإضافة إلى مكافأة لكل سيناريو يُنتج.
لم يُنتج الكثير من السيناريوهات التي كتبتها إلى غريفيت. لكنه شجعها على الاستمرار، لأن قراءة تلك النصوص كانت تلهمه. كان أول رصيد لها على الشاشة اقتباس من ماكبيث إذ احتلت عائدات هذا العمل مكاناً بعد شكسبير مباشرةً. عندما طلب منها غريفيت ترجمة ملحمته «إنتوليرانس - Intolerance 1916»، سافرت إلى مدينة نيويورك لأول مرة لحضور العرض الأول. بدلاً من العودة إلى هوليوود، أمضت لوس خريف عام 1916 في نيويورك والتقت فرانك كرونينشيلد من مجلة فانيتي فير. تشكلت بينهم علاقة فوراً وبقيت لوس مساهمة في فانيتي فير لعدة عقود.
عادت لوس إلى كاليفورنيا عندما ترك غريفيت شركته لإنتاج أفلام أطول، وانضمت إلى المخرج وزوج المستقبل جون إيمرسون في سلسة من أفلام دوغلاس فيربانكس الناجحة. أدركت لوس أن حيل دوغلاس فيربانكس كانت انعكاساً لشخصيته الفوارة واستثماره قدرته الرياضية الطبيعية في لعب أدوار المغامرة. لوحظ «هيز بيكتشرز ان ذا بيبرز- His Picture In The Papers 1916» بسبب أسلوبه المذهل في الترجمة الفرعية الطريفة، الترجمة الأكثر شعبية كانت اسم لشخصية جديدة. كان الاسم يشبه شيء من هذا القبيل: «Count Xxerkzsxxv» مع ملاحظة بعدها: «لأولئك الذين يقرؤون الترجمة بصوت عالٍ، لا يمكنك نطق اسم الكونت. يمكنك التفكير به فقط»

### نيويورك
هاجر لوس، وإيمرسون، وزميلهم الكاتب فرانسيس ماريون إلى نيويورك كمجموعة، إذ استأجرت لوس وإيمرسون قصراً في غرينت نيك، لونغ آيلاند. أرادت لوس أن يكون ماريون مرافقها، في حين وجدت نفسها منجذبةً إلى إيمرسون، وهو رجل يكبرها بـ 15 عاماً، كان سيُشار إليها باسم «Mr. E»، يعترف إيمرسون بسهولة أنه «لم يكن، ولا يمكن أن يكون، مخلصاً لأنثى واحدة». أقنعت لوس نفسها أنها مختلفة عن جميع فتياته الأخريات، وأن خلف هذه السذاجة الظاهرية لديه كان يمتلك عقلاً كبيراً. إنها مُخطئة في الحالتين. كتبت لاحقاً: «لقد وضعت نظري على رجل ذو عقل، رجل يمكن أن أطمح إليه»، قالت بأسف: «لكن كم من المحبط هو معرفة أنني أذكى مما كان عليه».
لم تكن أفلام بلايرز-لاسكي ناجحة مثل أفلامهم السابقة، ويُرجح ذلك جزئياً إلى أنهم لعبوا دور البطولة في عناوين برودواي التي لم تكن بارعة في التمثيل على الشاشة، وعقدهم لم يُجدد. بالإضافة إلى أفلامهم، كتب الزوجان كتابين: «بريكينغ ان تو موفيز- Breaking Into Movies» الذي نُشر في عام 1919، و«هاو تو رايت فوتوبلايز- How To Write photoplays» الذي نُشر في عام 1921. حملت النصوص جميعها اسم الزوجين لكنها كانت في معظمها من إنتاج لوس لوحدها. لاحقاً ادّعت لوس أن إيمرسون أخذ كل الأموال والائتمان، على الرغم من أن مساهمته لم تتخطى مراقبة السرير أثناء عملها. عندما عرض ويليام راندولف هيرست على لوس عقداً لتكتب فيلماً عن عشيقته ماريون ديفيز، أدخلت معها أيمرسون بشكل غير ضروري في الصفقة. أحب هيرست الفيلم وأصبح «غيتينغ ماري ميريد - Getting Mary Married» واحداً من أفلامه القلائل الذي لم يخسر المال.
رفض لوس وإيمرسون العمل مع ديفيز مرة أخرى، وفضلوا الكتابة لصديقتهما القديمة كونستانس تالمادج، التي كان صهرها جوزيف شينك (زوج نورما تالمادج) منتجاً مستقلاً. كان كل من «ايه تيمبيرامينتال وايف - 1919 A Temperamental Wife» و«ايه فيرتويوس فامب- A Vertuous Vamp 1919» عبارة عن نجاحات كبيرة لتالمادج.
انضم الثنائي لوس وإيمرسون إلى «تالمادجز وشينكز» في فندق أمباسادور، كانت أنيتا تملأ الفراغ الذي تشعر به بعد فقدان شقيقتها مع كونستانس. عندما لم تكن أنيتا وكونستانس تعملان كانتا تذهبان للتسوق. أقنعت «تالمادجز وشينكرز» لوس بقضاء الصيف معهم في باريس من دون إيمرسون.
عند عودتهم، أنتجوا خمسة أفلام أخرى خلال 16 شهراً. وفي هذا الوقت تقدمت لوس بطلب الطلاق من زوجها الأول. ثم تقدم إيمرسون للزواج بها وتزوجا في مزرعة شينك في 15 يونيو 1919. كانت لوس من أوائل الذين انضموا إلى روث هيل، وهي منظمة تناضل من أجل أن تحافظ النساء على أسمائهن قبل الزواج كما فعلت هي.

## وصلات خارجية
- أنيتا لوس على موقع IMDb (الإنجليزية)
- أنيتا لوس على موقع الموسوعة البريطانية (الإنجليزية)
- أنيتا لوس على موقع مونزينجر (الألمانية)
- أنيتا لوس على موقع ألو سيني (الفرنسية)
- أنيتا لوس على موقع أول موفي (الإنجليزية)
- أنيتا لوس على موقع قاعدة بيانات برودواي على الإنترنت (الإنجليزية)
- أنيتا لوس على موقع قاعدة بيانات الأفلام السويدية (السويدية)
- أنيتا لوس على موقع إن إن دي بي (الإنجليزية)
- أنيتا لوس على موقع ديسكوغز (الإنجليزية)
- أنيتا لوس على موقع قاعدة بيانات الفيلم (الإنجليزية)